# Chaloneria cormosa
La chaloneria (Chaloneria cormosa) è una pianta estinta, appartenente alle licofite. Visse nel Carbonifero superiore (circa 310 milioni di anni fa) e i suoi resti fossili sono stati ritrovati in Nordamerica.

## Descrizione
Questa pianta possedeva un aspetto slanciato, grazie al fusto snello e sottile che si protendeva verso l'alto ed era privo di rami. Il fusto della chaloneria raggiungeva i 2 metri di altezza e i 10 centimetri di diametro, ma altre licofite del Carbonifero (come Lepidodendron e Sigillaria) potevano superare i 30 o i 40 metri. Le foglie spuntavano direttamente dal tronco, conferendo alla pianta un aspetto stranamente "peloso", e sulla sommità del tronco era presente una zona fertile per la produzione delle spore. Le radici erano bilobate e molto simili a quelle dell'attuale Isoetes.

## Classificazione
La chaloneria era una pianta licofita appartenente alle isoetopsidi, rappresentate attualmente da pochissime forme. In particolare, si ritiene che questa pianta fosse una rappresentante delle Pleuromeiales, il cui rappresentante più noto è Pleuromeia, molto diffuse tra il Carbonifero e il Triassico ma vissute fino al Cretaceo (Nathorstiana).

## Habitat
Si ritiene che la chaloneria crescesse in abbondanza e in folti gruppi nelle aree acquitrinose del Carbonifero superiore.